# 会一太郎
会 一太郎（あい いちたろう、本名：會 一太郎（読み同じ）、1987年11月12日 - ）は、日本の声優、落語家。落語家としての高座名は三遊亭一太郎（さんゆうてい いちたろう）。東京都墨田区出身。
声優としては、青二プロダクション所属。落語家としては、五代目円楽一門会所属。血液型はAB型。父は6代目三遊亭円楽。

## 略歴
落語家の6代目三遊亭円楽の長男。日本大学第一高等学校卒業。2008年3月、青二塾東京校第28期卒業生。
2016年8月、同じ青二プロダクション所属の佐々木愛と結婚。
2020年6月19日より、バーチャルYouTuberとしても活動開始。

## 落語家としての経歴
2009年4月、6代目三遊亭円楽に入門。落語家としても本名と同じ「一太郎」を名乗る。
2012年4月、二ツ目に昇進。
声優としての活動に重きを置いているため、落語家としてはさほど高座に立つことは無かったが、2021年6月13日に父・円楽と、関係性としては兄弟子に当たり幼少時代から親交のある伊集院光が有楽町よみうりホールで二人会を行った際、昼公演の開口一番に出演、自身6年ぶりの落語となる「元犬」を口演している。
2022年6月1日、三遊亭好一郎と同時に真打に昇進。ただし落語家としての活動はほとんどしていないため、一太郎は「披露目はやらない、手ぬぐいや扇子も作らない、祝儀ももらわない」という形での異例の真打昇進となり、事情を語る一太郎のインタビューと父円楽のコメントが演芸専門誌「東京かわら版」のみに掲載された。また、あわせて自身のYouTubeチャンネルにて落語「死神」の動画投稿と真打ち昇進についての経緯やスタンスなどを説明する配信を行った。YouTubeチャンネルにおける説明によると殆ど落語家として活動していない一太郎だが、香盤順の関係で一太郎が昇進する時期に来たことと、一太郎を二つ目に留め置き他の二つ目を次々と追い越しさせて昇進させるわけにも行かないため、真打に昇進させたとのことである。円楽一門会のサイトでも、一門会メンバー（会員）の真打連名の中に一太郎の名前はあるが、プロフィールへのリンクや写真は無い。演芸専門誌「東京かわら版」が発行する寄席演芸家名鑑シリーズの円楽一門会の項目には、一太郎の写真とプロフィールが掲載されている。

## 人物
声優としての名義は戸籍上の表記の「會」が、メディアによる使用制限を受ける旧字体の為、新字体（当用漢字および常用漢字に採用された字体）である「会」を用いている（読みは同一）。『声優グランプリ』の「声優名鑑2016」では1252人中、一番目に掲載されている。
ゲーム好き（ゲーマー）でありゲーム実況を行っているほか、釣りやドライブ、コスプレ、ヨーヨー、TRPGなど多様な趣味を持ち活動している。2014年に公式Youtubeチャンネルを開設し、そうした趣味活動の実況を配信している。
オンラインゲーム『ファンタシースターオンライン2』の公式インターネット配信番組『PSO2放送局』では副局長としてパーソナリティをつとめ、新番組『PSO2 アークスライブ!』では番組ホストをつとめている。

## 出演
太字はメインキャラクター。

### テレビアニメ
2010年
- ちびまる子ちゃん（2010年 - 2023年、山口五郎、魚屋、おじさん、女の子のお兄ちゃん）
- リングにかけろ（2010年 - 2011年、練習生、影道ボクサー、市民、観客A、マフィア） - 2シリーズ
- 閃光のナイトレイド
- あにゃまる探偵 キルミンずぅ（若者）
- 世紀末オカルト学院（男子生徒）
- デジモンクロスウォーズ（2010年 - 2011年、隊長ギザモン、プカモン、プテラノモン） - 2シリーズ
- 咎狗の血（トモユキの仲間）
- もっとTo LOVEる -とらぶる-（助監督）
- ドラゴンボール改（ナメック星人）

2011年
- 爆丸バトルブローラーズ ガンダリアンインベーダーズ（子供）
- 逆境無頼カイジ 破戒録篇（橋本、客〈1〉、男B、客A、客、客C、客D、客B、客F）
- 緋弾のアリア（男子生徒B）
- TIGER & BUNNY（医者）
- HUNTER×HUNTER（2011年 - 2014年、ビーンズ、リールベルト）
- ONE PIECE（2011年 - 2020年、海賊、瓦版売り）

2012年
- BRAVE10（審査員の町人）
- 戦姫絶唱シンフォギア（オペレーター）
- 聖闘士星矢Ω（生徒1）
- 氷菓（野球部主将、剣道部主将、八百屋さん、男子生徒、落研部員、壁新聞部部員、明石〈漫研部員〉、吉原）
- じょしらく（ジャーマネ）

2013年
- 義風堂々!! 兼続と慶次（石川千兵衛）

2014年
- くつだる。（そば屋の店主、水たまり男、のど自慢出演者）
- 大図書館の羊飼い（落研部員）

2015年
- 電波教師（生徒A）

2016年
- ファンタシースターオンライン2 ジ アニメーション（オーガキャッツ（リアル））

2019年
- ポプテピピック TVスペシャル（第14話ナレーション）
- ファンタシースターオンライン2 エピソード・オラクル（タクラ）

2020年
- まえせつ!（司会、司会 宮井、店長）

2021年
- D_CIDE TRAUMEREI THE ANIMATION（ゾルト）

### OVA
- 戦場のヴァルキュリア3 誰がための銃瘡（2011年、ジュリオ・ロッソ[52]）
- 機動戦士ガンダムUC（2011年、水測員[23][53]）
- ブラック・ジャック FINAL（2011年、ホテルマン）

### 劇場アニメ
- トワノクオン（2011年、オペレーター3）[5]
- 劇場版 HUNTER×HUNTER -The LAST MISSION-（2013年、ビーンズ[54]）
- ハッピーカムカム（2015年）[55]
- かっちけねぇ!（2016年、武文[56]）

### ゲーム
2009年
- VitaminZ（樹慎之介）
- 仮面ライダー クライマックスヒーローズ シリーズ（2009年 - 2012年、仮面ライダーファイズ） - 5作品

2010年
- クロヒョウ 龍が如く新章（杉山修）
- トリニティ ジルオール ゼロ（男1）
- 北斗無双（民）

2011年
- オール仮面ライダー ライダージェネレーション（2011年 - 2012年、仮面ライダーファイズ） - 2作品
- 真・三國無双6（2011年 - 2012年、鍾会） - 4作品
- 真・三國無双 NEXT（鍾会）
- 真・三國無双 VS（鍾会）
- スーパー戦隊バトル レンジャークロス（シンケンゴールド、ミドレンジャー）
- 戦場のヴァルキュリア3 -Unrecorded Chronicles-（ジュリオ・ロッソ）
- たんていぶ THE DETECTIVE CLUB -探偵と幽霊と怪盗と-
- 無双OROCHI 2（2011年 - 2013年、鍾会） - 4作品

2012年
- 機動戦士ガンダム オンライン（プレイヤーキャラクターボイス）

2013年
- 仮面ライダー バトライド・ウォー（仮面ライダーファイズ）
- 真・三國無双7（2013年 - 2018年、鍾会） - 4作品
- ファンタシースターオンライン2（プレイヤーキャラクター追加ボイス、ルベルト、ゴロンゾラン、ドラゴン・エクス）

2015年
- 新次元ゲイム ネプテューヌVII / VIIR（2015年 - 2017年、ステマックス） - 2作品

2017年
- スーパーロボット大戦V（一般兵）

2018年
- 真・三國無双8（鍾会）
- 無双OROCHI 3（鍾会）

2019年
- HUNTER×HUNTER グリードアドベンチャー（リールベルト）
- スーパーロボット大戦T
- ブレイドエクスロード（ザイラーグ）

2021年
- NieR Re［in］carnation（運送屋・運送屋代理）
- 閃乱忍忍忍者大戦ネプテューヌ -少女達の響艶-（ステマックス）

2023年
- 龍が如く7外伝 名を消した男

2025年
- 龍が如く8外伝 Pirates in Hawaii
- 無双アビス（鍾会）
- ORE'N（ロキ）

### ドラマCD
2008年
- 蟹工船（モモグレ）（漁師）
- 金色のコルダ2〜熱風ウィング〜（野球部主将）
- DUEL LOVE 恋する乙女は勝利の女神 ドラマCD 恋する王子は勝利のヘブン（男子生徒）
- ペルソナ3 Vol.5（不良）

2009年
- 月光仮面ビギンズ サタンの爪（SP）
- タブロウ・ゲート（生徒）
- トランジスタ・ティーセット〜電気街路図〜（客）
- 這いよれ! ニャル子さん（級友〈男〉）

2010年
- とある科学の超電磁砲 アーカイブス1（客A）

2011年
- ケモノキングダム 〜ZOO〜（シマウマ）
- 子ひつじは迷わない 走るひつじが1ぴき・前編（久山）

2013年
- 「声優で落語くじ」A賞 ドラマ＆落語CD（小畑亮介〈八方亭美人〉）

2015年
- ラヴヘブン 第1巻 - 第3巻（ネコ）

2016年
- せんおち‐千早大学落語研究会物語‐（小畑亮介〈八方亭美人〉）

### ラジオドラマ
- VOMIC べしゃり暮らし（後藤、など）[5]
- VOMIC ONE PIECE（海賊）

### 吹き替え
- NCIS 〜ネイビー犯罪捜査班 シリーズ（2010年 - 、ティモシー・マクギー〈ショーン・マーレイ〉） - 17シーズン[70]

### 舞台
- ファンタシースターオンライン2 ‐ON STAGE‐（ニコ生PSO2放送局メンバー）[71]

### テレビ番組
※はインターネット配信。
- 噂の温泉宿 目利きマダム徹底チェック（旅チャンネル）ナレーション[5]
- 時代劇の舞台を訪ねて 歴史風景巡り（旅チャンネル）ナビゲーター、ナレーション[5]
- おとなに贈る極上の旅 第五集 フランスの香り残るベトナム[要出典]（BSジャパン）ナレーション[5]
- あさチャン!（TBSテレビ）「日本一周 きわめびと名鑑」コーナー ナレーション[要出典]
- PSO2放送局（2012年 - 2016年、ニコニコ生放送※）副局長[72]
- 円楽の大江戸なんでも番付（BS朝日、2015年 - 2016年）進行の人形「番付太郎」の声[要出典]
- PSO2 アークスライブ!（2016年 - 2019年、ニコニコ生放送※・YouTube Live※）MC[19]
- 中居正広の金スマ 3時間SP（TBS、2022年3月11日）声の出演[73]

### 映像商品
- 「LIVE SYMPATHY 2018」メモリアルBlu-ray（2018年7月）

## ディスコグラフィ

### キャラクターソング
| 発売日  | 商品名                                                                                                   | 歌                                                                 | 楽曲                                | 備考                                                                  |
| 2013年  | 2013年                                                                                                   | 2013年                                                             | 2013年                              | 2013年                                                                |
| ------- | --- | ------------------------------------------------------------------ | ----------------------------------- | --------------------------------------------------------------------- |
| 3月27日 | 真・三國無双7 キャラクターソング集IV〜晋〜                                                               | 鍾会（会一太郎）                                                   | 「light blue sensation」            | ゲーム『真・三國無双7』関連曲                                         |
| 2014年  | |                                                                    |                                     |                                                                       |
| 1月29日 | 真・三國無双7 キャラクターソング集V〜勇武の章〜                                                          | 鍾会（会一太郎）                                                   | 「I」                               | ゲーム『真・三國無双7』関連曲                                         |
| 2015年  | |                                                                    |                                     |                                                                       |
| 9月3日  | We're ARKS!/レアドロ☆KOI☆恋！                                                                            | PSO2放送局メンバー                                                 | 「レアドロ☆KOI☆恋！ with RAP ver.」 | ゲーム『ファンタシースターオンライン2』関連曲                         |
| 2018年  | |                                                                    |                                     |                                                                       |
| 4月4日  | TVアニメ「ファンタシースターオンライン2 ジ アニメーション」主題歌・キャラクターソング コンプリートベスト | オーガキャッツ（桃井はるこ）、オーガキャッツ（リアル）（会一太郎） | 「ネコとヤサイと冒険と」            | テレビアニメ『ファンタシースターオンライン2 ジ アニメーション』関連曲 |

### その他参加楽曲
| 発売日  | 商品名                                                                         | 歌                                           | 楽曲                                | 備考                                          |
| 2018年  | 2018年                                                                         | 2018年                                       | 2018年                              | 2018年                                        |
| ------- | ------------------------------------------------------------------------------ | -------------------------------------------- | ----------------------------------- | --------------------------------------------- |
| 7月26日 | ファンタシースターシリーズ30周年記念「ライブシンパシー2018」メモリアルアルバム | 桃井はるこ、榎本温子、会一太郎 feat.諏訪彩花 | 「レアドロ☆KOI☆恋！（セッション）」 | ゲーム『ファンタシースターオンライン2』関連曲 |
| 7月26日 | ファンタシースターシリーズ30周年記念「ライブシンパシー2018」メモリアルアルバム | 桃井はるこ、榎本温子、会一太郎               | 「レアドロ☆KOI☆恋！」               | ゲーム『ファンタシースターオンライン2』関連曲 |
| 7月26日 | ファンタシースターシリーズ30周年記念「ライブシンパシー2018」メモリアルアルバム | 桃井はるこ、会一太郎                         | 「ネコとヤサイと冒険と」            | ゲーム『ファンタシースターオンライン2』関連曲 |
| 7月26日 | ファンタシースターシリーズ30周年記念「ライブシンパシー2018」メモリアルアルバム | 喜多村英梨、出演者全員                       | 「光の果て」                        | ゲーム『ファンタシースターオンライン2』関連曲 |